# Bataille d'Atbara
Guerre des Mahdistes (1881-1899)
Batailles
- Aba
- El Obeid
- Première bataille d'El Teb
- Deuxième bataille d'El Teb
- Tamai
- Trinkitat
- El Eilafun
- Abu Klea
- Abu Kru
- Khartoum
- Kirbekan
- Hashin
- Tofrek
- Ginnis
- Metemma
- Toski
- Agordat
- Barca
- Tokar
- Serobeti
- Agordat
- Kassala
- Gulusit
- 1er Sebderat
- 2e Sebderat
- Mokram
- Tucruf
- Firkat
- Hafir
- Bedden
- Redjaf
- Abu Hamed
- Atbara
- Omdurman
- Fachoda
- Gedaref
- Roseires
- Umm Diwaykarat

La bataille d'Atbara est livrée le 8 avril 1898 pendant la guerre des mahdistes au Soudan. 
Une forte armée anglo-égyptienne commandée par le général Kitchener attaque les positions retranchées des derviches situées non loin du fort d'Atbara, à la confluence de la rivière Atbara et du Nil  et les enlève d'assaut après une très violente bataille.

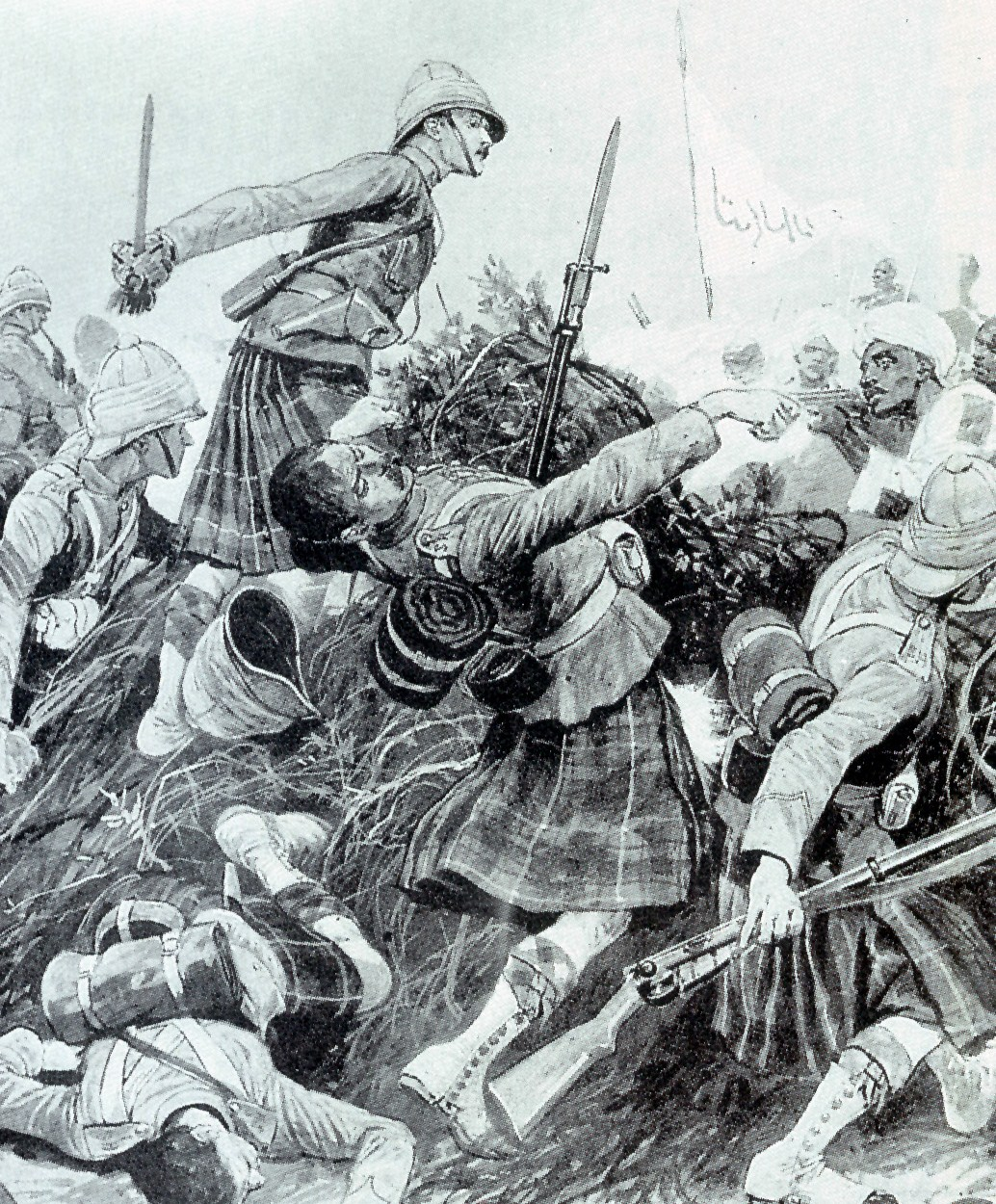
La bataille d'Atbara (Richard Caton Woodville)

## Sources
- (en) Philip Warner, Dervish : the rise and fall of an African Empire, Ware, Hertfordshire, Wordsworth Editions, coll. « Wordsworth military library », 2000, 235 p. (ISBN 978-1-840-22246-3)
- (en) Philip Warner, Dervish : the rise and fall of an African Empire, Ware, Hertfordshire, Wordsworth Editions, coll. « Wordsworth military library », 2000, 235 p. (ISBN 978-1-840-22246-3)
- (en) Peter Young et Michael Calvert, A dictionary of battles,  1816-1976, New York, Mayflower Books, 1978, 606 p. (ISBN 978-0-831-72260-9),